# Carangoides armatus
Carangoides armatus es una especie de peces de la familia Carangidae en el orden de los Perciformes.

## Morfología
• Los machos pueden llegar alcanzar los 57 cm de longitud total y los 3.500 g de peso.

## Distribución geográfica
Se encuentra desde las  costas del Mar Rojo, del Golfo de Omán y del África Oriental hasta la costa oeste de Madagascar , sur de la India y Sri Lanka, y, posiblemente, el Golfo de Tailandia, Hong Kong y Japón.